# Abij Ahmed
Abij Ahmed Ali (አብይ አህመድ አሊ; Beshasha, Oromia állam, 1976. április 23. –) oromo születésű etióp politikus, az Etióp Népi Forradalmi Demokratikus Front (EPRDF) vezetője és egyben az ország miniszterelnöke (2018). 2019-ben Nobel-békedíjat kapott az Etiópia és Eritrea közötti béke megteremtése érdekében végzett munkájáért. 2021 októberében Abiy Ahmed hivatalosan letette az esküt a második 5 éves ciklusra.

## Élete
1976-ban született Etiópia délnyugati részén muszlim apától és keresztény anyától. Középiskolás volt, mikor bátyját megölték, ezért 15 évesen csatlakozott a monarchiát követő vörös terror, azaz a marxista–leninista junta, a Derg elleni mozgalomhoz. Mengisztu Hailé Mariam kommunista rezsimjének 1991-es bukása után csatlakozott az etiópiai hadsereghez, amelyben főként hírszerzési és kommunikációs feladatokat látott el. Első diplomáját az Addisz-abebai Egyetemen szerezte számítástechnikából, majd a Greenwichi Egyetemen vezetéselméletből, az ohiói Ashland Egyetemen pedig vállalatirányításból szerzett diplomát. Doktoriját az Addisz-abebai Egyetemen szerezte béke és biztonság szakterületen.
Alig múlt harminc, amikor a hadseregből leszerelt – alezredesi rendfokozatban – és politizálni kezdett az Oromo Népi Demokratikus Szervezetben (OPDO), amely a kormányzó koalíció (az EPRDF) része. A szövetségi parlament alsóházának 2010-ben lett tagja.
Miután Hajlemariam Deszalegn – a kormányellenes tüntetések nyomán kialakult válság megoldásának részeként – 2018. február közepén lemondott, az EPRDF elnöksége március végén kinevezte az etióp kormány élére. 2018. április 2-án letette hivatali esküjét, s így ő lett az első oromo népcsoportból származó politikus, aki az etióp kormányfői tisztséget betölthette.